# Coladenia agni
Coladenia agni är en fjärilsart som beskrevs av De Nicéville 1883. Coladenia agni ingår i släktet Coladenia och familjen tjockhuvuden. Inga underarter finns listade i Catalogue of Life.